# John Lee (cầu thủ bóng đá, sinh năm 1889)
John Charles Lee là một cầu thủ bóng đá người Anh thi đấu ở vị trí tiền đạo thi đấu ở Football League cho Clapton Orient.